# فرهنگ در مکزیک

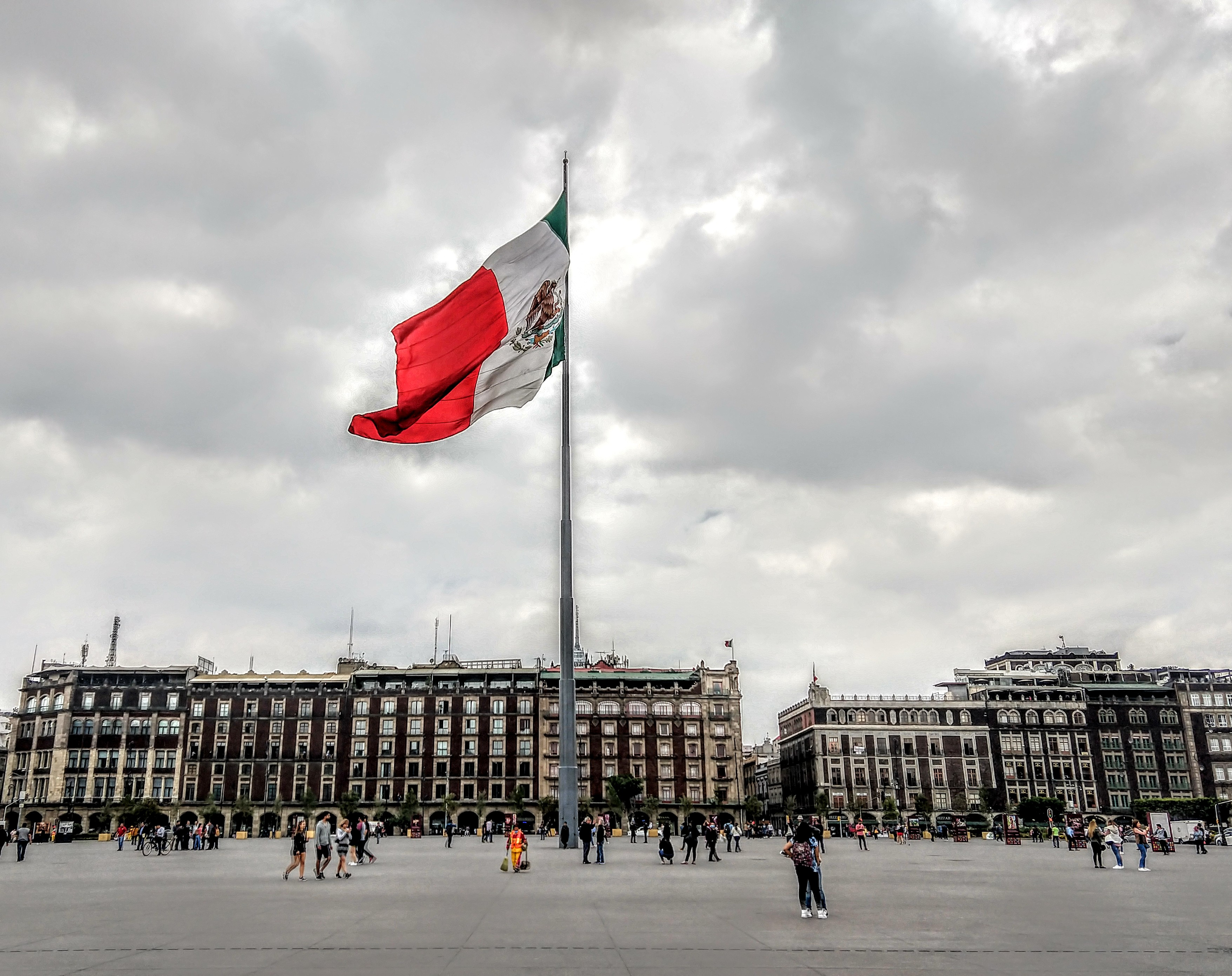
پلازا دی لا کانستیتوشن (میدان قانون اساسی) "زوکالو"

فرهنگ در مکزیک (انگلیسی: Culture of Mexico) به‌طور عمده از ساکنان بومی و فرهنگ اسپانیا تأثیر پذیرفته‌است. فرهنگ مکزیکی به عنوان 'فرزند' دو تمدن بومی و غربی آمریکا توصیف می‌شود. سایر تأثیرات جزئی شامل تاثیرپذیری از دیگر مناطق اروپا، هم چنین آسیا و آفریقا است.